# Секст Квінтілій Вар (квестор)
Секст Квінтілій Вар (лат. Sextus Quinctilius Varus; 79 до н. е. — 42 до н. е.) — політичний та військовий діяч Римської республіки, квестор 49 року до н. е.

## Життєпис
Походив з роду нобілів Квінтіліїв. Син Секста Квінтілія Вара, претора 57 року до н. е. 
У 49 році до н. е. обіймав посаду квестора. У цей час перебував у підпорядкуванні Луція Доміція Агенобарба і воював на боці Гнея Помпея у громадянській війні з Гаєм Юлієм Цезарем. Разом з іншими помпеянцями потрапив у полон до Цезаря при здобутті Корфінія, але був відпущений неушкодженим. Після цього вирушив до Африки, у військо помпеянського військовика Публія Аттія Вара. Тут намагався перетягнути на свій бік легіонерів з війська Гая Куріона, але вдруге потрапив у полон. Втім, отримав прощення від Цезаря.
У лютому 43 року до н. е. сенат призначив Вара намісником Нової Африки, але Тит Секстій, що контролював провінцію, відмовився здати йому повноваження. Після цього вимушений був повернутися до Риму. У 42 році до н. е. він бився при Філіппах на стороні Брута і Касія. Після поразки наказав вільновідпущенику вбити себе.

## Родина
- Квінтілія Старша
- Квінтілія Молодша
- Квінтілія Терція
- Публій Квінтілій Вар, консул 13 року до н. е.